# Округ Блекли (Џорџија)
Блекли (енгл. Bleckley County) је округ у америчкој савезној држави Џорџија.

## Демографија
По попису из 2010. године број становника је 13.063, што је 1.397 (12,0%) становника више него 2000. године.
| Група             | 2000.         | 2010.         |
| Белци             | 8.505 (72,9%) | 9.000 (68,9%) |
| Афроамериканци    | 2.869 (24,6%) | 3.564 (27,3%) |
| Азијати           | 109 (0,9%)    | 110 (0,8%)    |
| Хиспаноамериканци | 107 (0,9%)    | 301 (2,3%)    |
| Укупно            | 11.666        | 13.063        |